# Zygobolbidae
De Zygobolbidae zijn een familie van uitgestorven kreeftachtigen uit de klasse van de Ostracoda (mosselkreeftjes).

## Geslachten
- Bonnemaia Ulrich & Bassler, 1923 †
- Mastigobolbina Ulrich & Bassler, 1923 †
- Plethobolbina Ulrich & Bassler, 1923 †
- Pseudozygobolbina Neckaja, 1960 †
- Zygobolba Ulrich & Bassler, 1923 †
- Zygobolbina Ulrich & Bassler, 1923 †
- Zygobolbinella Rossi de Garcia & Proserpio, 1975 †
- Zygobolboides Spivey, 1939 †
- Zygosella Ulrich & Bassler, 1923 †